# Classifica dei marcatori della Coppa delle Coppe UEFA
Questa pagina mostra i capocannonieri della Coppa delle Coppe UEFA per stagione fin dalla sua fondazione nel 1960 (sono esclusi i gol nei turni preliminari).

## Capocannonieri per stagione
| Edizione | Giocatore               | Paese            | Club                | Gol |
| -------- | ----------------------- | ---------------- | ------------------- | --- |
| 1960-61  | Kurt Hamrin             | Svezia           | Fiorentina          | 6   |
| 1961-62  | János Göröcs            | Ungheria         | Újpest              | 8   |
| 1962-63  | Georgi Asparuhov        | Bulgaria         | Botev Plovdiv       | 6   |
| 1962-63  | Jimmy Greaves           | Inghilterra      | Tottenham           | 6   |
| 1963-64  | Mascarenhas             | Portogallo       | Sporting Lisbona    | 11  |
| 1964-65  | Pierre Kerkhoffs        | Paesi Bassi      | Losanna             | 6   |
| 1964-65  | Václav Mašek            | Cecoslovacchia   | Sparta Praga        | 6   |
| 1964-65  | Gustáv Mráz             | Cecoslovacchia   | Sparta Praga        | 6   |
| 1965-66  | Lothar Emmerich         | Germania Ovest   | Borussia Dortmund   | 14  |
| 1966-67  | Gerd Müller             | Germania Ovest   | Bayern Monaco       | 8   |
| 1967-68  | Uwe Seeler              | Germania Ovest   | Amburgo             | 8   |
| 1968-69  | Carl-Heinz Rühl         | Germania Ovest   | Colonia             | 6   |
| 1969-70  | Włodzimierz Lubański    | Polonia          | Górnik Zabrze       | 7   |
| 1970-71  | Włodzimierz Lubański    | Polonia          | Górnik Zabrze       | 8   |
| 1971-72  | Peter Osgood            | Inghilterra      | Chelsea             | 8   |
| 1972-73  | Luciano Chiarugi        | Italia           | Milan               | 7   |
| 1973-74  | Jupp Heynckes           | Germania Ovest   | Borussia M'gladbach | 8   |
| 1974-75  | Willy van der Kuijlen   | Paesi Bassi      | PSV                 | 8   |
| 1975-76  | Rob Rensenbrink         | Paesi Bassi      | Anderlecht          | 8   |
| 1976-77  | Kiril Milanov           | Bulgaria         | Levski Sofia        | 13  |
| 1977-78  | Ab Gritter              | Paesi Bassi      | Twente              | 6   |
| 1977-78  | Ferdinand Keller        | Germania Ovest   | Amburgo             | 6   |
| 1977-78  | François Van der Elst   | Belgio           | Anderlecht          | 6   |
| 1978-79  | Alessandro Altobelli    | Italia           | Inter               | 7   |
| 1979-80  | Mario Kempes            | Argentina        | Valencia            | 9   |
| 1980-81  | David Cross             | Inghilterra      | West Ham Utd        | 6   |
| 1981-82  | Ramaz Šengelija         | Unione Sovietica | Dinamo Tbilisi      | 6   |
| 1981-82  | Eddy Voordeckers        | Belgio           | Standard Liegi      | 6   |
| 1982-83  | Santillana              | Spagna           | Real Madrid         | 8   |
| 1983-84  | Viktor Hračov           | Unione Sovietica | Šachtar             | 6   |
| 1983-84  | Sergej Morozov          | Unione Sovietica | Šachtar             | 6   |
| 1983-84  | Mark McGhee             | Scozia           | Aberdeen            | 6   |
| 1984-85  | Valerij Gazzaev         | Unione Sovietica | Dinamo Mosca        | 5   |
| 1984-85  | Antonín Panenka         | Cecoslovacchia   | Rapid Vienna        | 5   |
| 1984-85  | Andy Gray               | Scozia           | Everton             | 5   |
| 1985-86  | Ihor Bjelanov           | Unione Sovietica | Dinamo Kiev         | 5   |
| 1985-86  | Oleh Blochin            | Unione Sovietica | Dinamo Kiev         | 5   |
| 1985-86  | Oleksandr Zavarov       | Unione Sovietica | Dinamo Kiev         | 5   |
| 1985-86  | Frank Lippmann          | Germania Est     | Dinamo Dresda       | 5   |
| 1986-87  | John Bosman             | Paesi Bassi      | Ajax                | 8   |
| 1987-88  | Paulinho Cascavel       | Brasile          | Sporting Lisbona    | 6   |
| 1988-89  | Hristo Stoičkov         | Bulgaria         | CSKA Sofia          | 7   |
| 1989-90  | Gianluca Vialli         | Italia           | Sampdoria           | 7   |
| 1990-91  | Roberto Baggio          | Italia           | Juventus            | 9   |
| 1991-92  | Péter Lipcsei           | Ungheria         | Ferencváros         | 6   |
| 1992-93  | Alexandre Czerniatynski | Belgio           | Anversa             | 7   |
| 1993-94  | Ulf Kirsten             | Germania         | Bayer Leverkusen    | 5   |
| 1993-94  | Ivajlo Andonov          | Bulgaria         | CSKA Sofia          | 5   |
| 1993-94  | Eoin Jess               | Scozia           | Aberdeen            | 5   |
| 1993-94  | Alon Mizrahi            | Israele          | Maccabi Haifa       | 5   |
| 1994-95  | Ian Wright              | Inghilterra      | Arsenal             | 9   |
| 1995-96  | Carsten Jancker         | Germania         | Rapid Vienna        | 6   |
| 1995-96  | Bebeto                  | Brasile          | Deportivo La Coruña | 6   |
| 1996-97  | Robbie Fowler           | Inghilterra      | Liverpool           | 7   |
| 1997-98  | Pasquale Luiso          | Italia           | Vicenza             | 8   |
| 1998-99  | Alon Mizrahi            | Israele          | Maccabi Haifa       | 7   |

## Giocatori plurivincitori
| Giocatore            | Titoli | Stagioni         |
| -------------------- | ------ | ---------------- |
| Włodzimierz Lubański | 2      | 1969-70, 1970-71 |
| Alon Mizrahi         | 2      | 1993-94, 1998-99 |